# Чектырме (блюдо)
Чектырме или чекдирме (туркм. Çekdirme) — блюдо туркменской кухни из баранины с картофелем или рисом и помидорами.
История блюда чектырме уходит корнями в древние времена, когда это блюдо готовили на кочевьях и во время путешествий. Оно было практичным и питательным способом приготовления пищи для туркменских племён, которые долгое время вели преимущественно кочевой образ жизни, что привело к тому, что данное блюдо стало неотъемлемой частью традиционной кухни Туркменистана и пользуется популярностью как среди местных жителей, так и среди туристов. Также блюдо готовится и за пределами Туркменистана, в частности, в Иране и Афганистане, где проживает крупнейшая туркменская диаспора.
Блюдо готовится преимущественно в казане. Сначала небольшие кусочки мяса обжариваются в масле, затем добавляются лук и помидоры или томатная паста. Мясо варится, во время варки добавляется рис. Уровень воды должен быть на костяшку выше риса, затем огонь уменьшается до полной готовки риса. Прежде чем подать на стол, иногда украшают петрушкой или кинзой. Подаётся с соусом, который обычно готовят на основе йогурта, томатов или зелени.
В некоторых регионах вместо баранины используется мясо птицы или рыбы.